# Notatka Anoszkina
Notatka Anoszkina – dokument sporządzony w 1981 przez radzieckiego generała Wiktora Anoszkina w związku ze stanem wojennym w Polsce.

## Wiktor Anoszkin
Wiktor Anoszkin (ros. Виктор Иванович Аношкин) był generałem porucznikiem Armii Radzieckiej. W latach 1977–1989 był adiutantem marszałka ZSRR Wiktora Kulikowa, Naczelnego Dowódcy Zjednoczonych Sił Zbrojnych Państw Stron Układu Warszawskiego.

## Notatka Anoszkina
Anoszkin opisał w pięciu tzw. dziennikach roboczych spotkanie Jaruzelskiego i Kulikowa z 9 grudnia 1981 r., na 4 dni przed ogłoszeniem w Polsce stanu wojennego przez Jaruzelskiego.
Dokumenty zawierają obszerny zapis półtoragodzinnych konsultacji Jaruzelski - Kulikow, tj. fundamentalne źródło dla odtworzenia okoliczności wprowadzenia stanu wojennego w PRL.
Do publicznej wiadomości notatki Anoszkina dostały się dzięki amerykańskiemu historykowi Markowi Kramerowi, który w listopadzie 1997 r. podczas konferencji w podwarszawskiej Jachrance zdołał wypożyczyć tajemniczy zeszyt adiutanta i skserować jego fragment.
W Jachrance na dokument powoływał się marszałek Kulikow, twierdził, iż znajdują się w nim dowody, że generał Wojciech Jaruzelski domagał się w grudniu 1981 r. zapewnienia, że w wypadku niepowodzenia stanu wojennego otrzyma pomoc wojskową.
Anoszkin w dokumencie opisał, że na polecenie Jaruzelskiego do ambasadora ZSRR w Warszawie Borysa Aristowa zadzwonił sekretarz KC PZPR Mirosław Milewski, pytając: „Czy możemy liczyć na pomoc po linii wojskowej ze strony ZSRR?". Aristow skomunikował się z sekretarzem KC KPZR Konstantinem Rusakowem i, według Anoszkina, otrzymał odpowiedź: „Nie będziemy wprowadzać wojsk".
Publikacja fragmentu zeszytu gen. Anoszkina wywołała gniewną reakcję Jaruzelskiego. Generał starał się na różne sposoby podważyć wiarygodność zeszytu.